# 삼척비행장
삼척비행장은 1960년에서 1974년까지 강원도 동해시에 존재했던 비행장으로, 1974년 3월 1일에 북평항 개발계획에 의해 폐쇄되었다.

## 연혁
- 1960년 11월 27일 : 준공
- 1962년 3월 16일 : 대한국민항공에서 김포와 삼척 사이 최초로 운항
- 1964년 2월 20일 : 대한항공에서 동해안선 민항 노선으로 부산과 삼척 사이 운항[3]
- 1974년 3월 1일 : 폐쇄

## 과거 운항 노선

### 국내선
| 항공사   | 목적지                 |
| -------- | ---------------------- |
| 대한항공 | 서울(김포), 강릉, 부산 |